# Alvaro González Ricci
Alvaro González Ricci (Guatemala, 19 de febrero de 1967) es un empresario y político guatemalteco actual presidente del Banco de Guatemala.
Fue ministro de Finanzas Públicas de Guatemala desde enero de 2020 hasta septiembre de 2022. También fue presidente del Directorio de la Superintendencia de Administración Tributaria de Guatemala, presidente del Consejo Nacional de Alianzas para el Desarrollo de Infraestructura Económica (CONADIE), director titular de la Junta Monetaria y del Crédito Hipotecario Nacional (CHN), entre otros cargos. Es gobernador del Banco Mundial, del Banco Centroamericano de Integración Económica y del Banco Interamericano de Desarrollo.

## Primeros años
González Ricci nació en la Ciudad de Guatemala; es bachiller en Ciencias y Letras por el Colegio Americano de Guatemala (1984) y licenciado en Mercadotecnia (1993) por la Universidad Rafael Landívar. Fue «Executive President Assistant» y agente corredor de Bolsa de Valores autorizado en El Salvador en el Banco del Café., entre 1995 y 1996; vicepresidente en Citibank Guatemala y gerente general de «Citivalores S. A.», entre 1997 y 2006.

## Actividad pública
En el año 2011 se postuló como candidato a diputado al Congreso de la República de Guatemala, por el Distrito Central, y fue electo diputado en la primera casilla para el período 2012-2016. Como diputado, fue presidente de la Comisión de Recaudación Tributaria y subjefe de Bloque y secretario de la Comisión de Finanzas Públicas y Moneda. Durante su gestión presentó varias iniciativas de ley, entre las que figuran las siguientes: Reformas al Decreto Número 73-2008 del Congreso de la República, Ley del Impuesto de Solidaridad. Reformas al Decreto Número 20-2012 del Congreso de la República, Ley de Actualización Tributaria. Reformas al Decreto Número 57-932 del Congreso de la República, Ley de Contrataciones del Estado. Reformas al Decreto Número 1-98 del Congreso de la República, Ley Orgánica de la Superintendencia de Administración Tributaria (SAT). Reformas al Decreto Número 1-85 de la Asamblea Nacional Constituyente, Ley Electoral y de Partidos Políticos.
Luego de dejar el cargo como diputado, González Ricci asesoró a la Presidencia del Congreso de la República durante el período 2017-2018.

### Banca multilateral
González Ricci fue consultor del Ministerio de Finanzas Públicas por el Banco Interamericano de Desarrollo y por el Banco Mundial, entre 2016 y 2017, antes de ser nombrado como Ministro de Finanzas Públicas.

## Ministro de Finanzas Públicas (2020-2022)
El 16 de enero de 2020 fue nombrado ministro de Finanzas Públicas por el presidente Alejandro Giammattei. Su gestión tuvo un enfoque y manejo técnico en lo relacionado con la recaudación tributaria, gestión presupuestaria, lucha contra el contrabando, transparencia y calidad del gasto público. Durante su gestión se contuvieron los efectos económicos de la pandemia de la COVID-19 y se impulsó la agenda de transparencia, mediante la implementación de tableros de transparencia del gasto público.
Fue designado desde el 13 de junio de 2019 cuando Alejandro Giammattei era aún candidato a la presidencia de Guatemala, en ese momento aseguró que estaba integrado por las personas integrantes del partido y que habían elaborado el plan de gobierno. Al ganar la segunda vuelta en agosto de ese año, Ricci se convirtió en miembro del equipo de transición al nuevo gobierno.
El 8 de septiembre de 2022 confesó que Giammattei le había ofrecido dirigir el Banco de Guatemala, situación que se realizó el 1 de octubre de ese año.